# Circo Variano
Il Circo Variano (latino: circus Varianus) era un circo di Roma, che prese il nome dall'imperatore Eliogabalo (Sesto Vario Avito Bassiano).

## Storia
Fu costruito nel complesso residenziale imperiale detto Ad Spem Veterem, nella parte orientale di Roma; iniziato dall'imperatore Settimio Severo (193-211), fu completato da Eliogabalo (218-222). Questo complesso comprendeva anche il Palazzo Sessoriano e l'anfiteatro Castrense: nell'anfiteatro e nel circo si tenevano i giochi gladiatorii e le corse dei carri di cui Eliogabalo era amante, tanto che partecipò ad alcune gare.
In seguito il circo continuò ad essere utilizzato, sia per spettacolo che per le manovre militari in onore dell'imperatore, fin quando non vennero costruite le Mura Aureliane, a oriente della moderna basilica di Santa Croce in Gerusalemme.
I suoi resti furono trovati in scavi successivi, l'ultimo dei quali è avvenuto nel 1959.

## Struttura
In origine lungo 630 m e largo 125 m, superava il Circo Massimo di almeno 9 m, venne poi ridotto a 565 m, era comunque uno dei circhi più grandi, più grande del circo di Massenzio. Sulla spina del circo era collocato l'obelisco di Antinoo, fatto trasportare dall'Egitto da Adriano ed eretto sulla via Labicana in onore dell'amante dell'imperatore; Eliogabalo, anche lui bisessuale come Adriano, fece ricollocare l'obelisco nel proprio circo; oggi si trova sul Pincio.
La parte occidentale del circo, il lato della partenza, è stato ritrovato all'interno delle mura, mentre il lato orientale incurvato si trovava all'altezza di via Alcamo; il lato settentrionale del circo ha fornito poi il sostegno per l'ultimo tratto dell'Acqua Felice.

### Fonti primarie
- Historia Augusta - Vita di Eliogabalo, xiii.5, xiv.5

### Fonti secondarie
- Lawrence Richardson Jr., "Circus Varianus", A New Topographical Dictionary of Ancient Rome, JHU, 1992, ISBN 0801843006, p. 87.